# Les Frères Apocalypse
Les Frères Apocalypse est une série télévisée d'animation québécoise en 18 épisodes de 22 minutes, créée par Alain Dagenais, Liliana Reyes et Willem Wennekers, diffusée au Québec depuis le 17 septembre 2020 sur Télétoon,.

Le projet était initialement censé être une série animée sur le groupe d'humoristes québécois Les Denis Drolet. À la suite de divergences importantes dans la vision artistique initiale proposée par le groupe, ceux-ci ont quitté le projet.

## Synopsis
Raph et Gab Brûlé (Rafe et Gabe Burns, en anglais) sont deux frères évoluant dans un monde post-apocalyptique. Alors que les derniers habitants de la Terre subissent d'étranges mutations, les deux frères sont engagés pour devenir les protecteurs de Saint-Zéphyr, leur village natal situé dans une région éloignée au Québec. Pendant ce temps, Judith, leur mère, est prise au piège dans un bunker où une intelligence artificielle s'est éprise d'elle.

## Distribution
Voix originales
- Phil Roy : Raph Brûlé
- Pier-Luc Funk : Gab Brûlé
- Guylaine Tremblay : Judith Brûlé
- Rémi-Pierre Paquin : Dave Bisson
- Catherine-Anne Toupin : Suzette Ste-Croix
- Rebecca Makonnen : Ana Harvey
- Julien Poulin : Père Manilla
- Sarah-Jeanne Labrosse : Danika Bisson
- Hugolin Chevrette : Vince et Manson
- Bruno Landry : Johnny
- Benoit Rousseau : AENUS
- Johanne Léveillé : Humunga
- Frédérik Zacharek : JohnDoe

## Production

### Fiche technique
- Titre original : Les Frères Apocalypse
- Création : Alain Dagenais, Liliana Reyes et Willem Wennekers
- Réalisation : Rémi Fréchette
- Scénario : Alain Dagenais, Liliana Reyes et Willem Wennekers
- Montage : Rémi Fréchette
- Production : Alain Dagenais
- Société de production : N12 Productions et Portfolio Entertainment
- Société de distribution : Portfolio Entertainment
- Pays d'origine :  Québec
- Langue d'origine : français
- Format : couleur
- Genre : Animation
- Nombre de saisons : 1
- Nombre d'épisodes : 18
- Durée : 22 minutes
- Dates de première diffusion :
  - Québec : 17 septembre 2020 sur Télétoon

### Diffusion internationale
Au Canada, Adult Swim diffuse Doomsday Brothers, la version anglaise de la série, depuis le 20 septembre 2020,.

## Épisodes
1. La fille d'Humunga
2. Full métal moron
3. Des roses blanches pour mon chien lette
4. Deux hommes et un pauv’ chien
5. Mannequin, pis?
6. Un stagiaire pas ordinaire
7. Souris, tu m'inquiètes!
8. Pour une poignée de larves
9. Un sein vaut mieux que deux tu l'auras
10. Tout sur des momans
11. Gab-iateur
12. Le jour de la St-Zéphyr
13. L'Évangile selon Raph
14. Pris en sandwich
15. Mutisme systémique
16. Père manquant, fils mutant
17. Les jumeaux du lendemain de veille
18. Tout est consommé